# Bitikvase

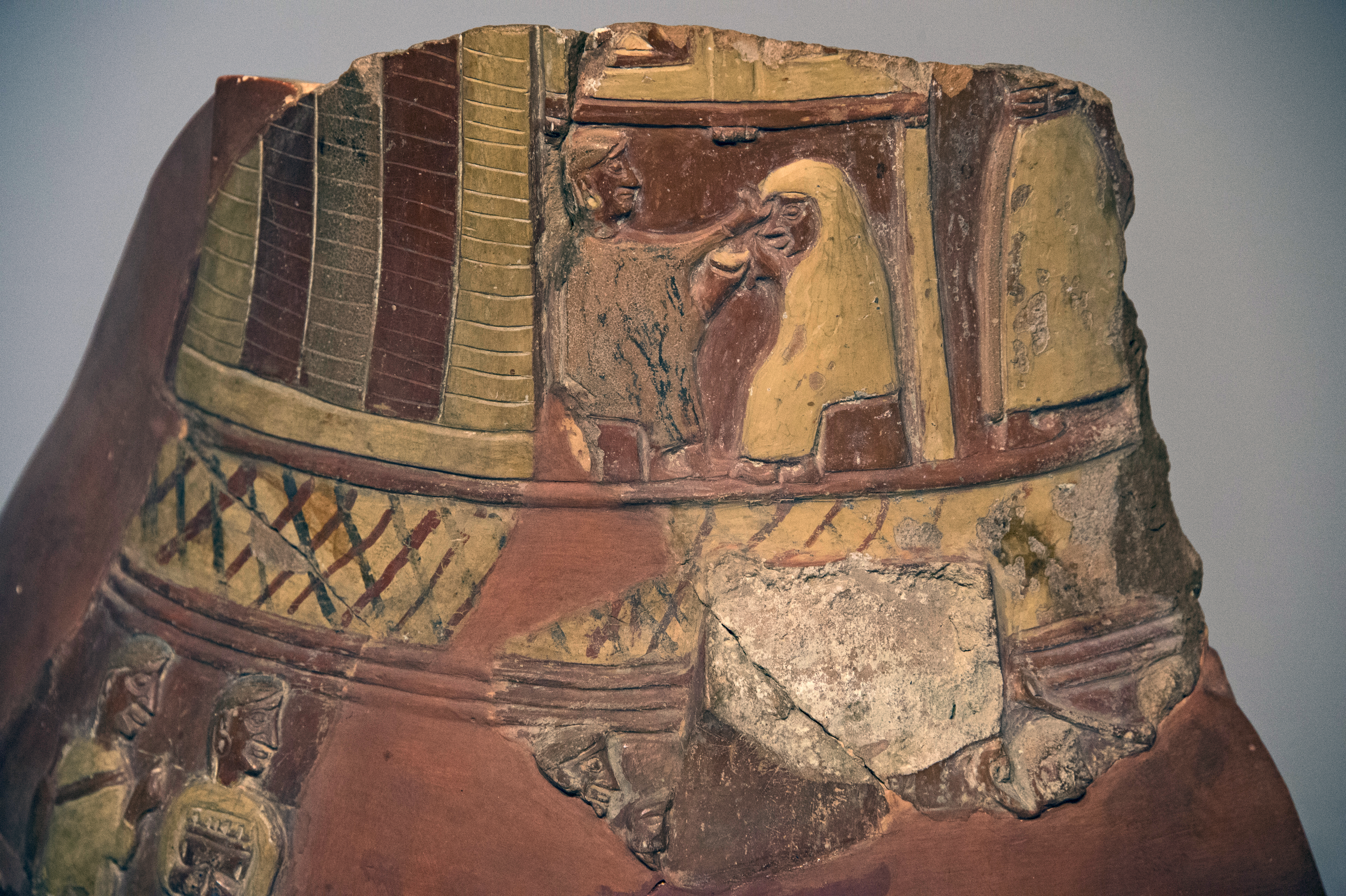
Detail der Bitikvase

Die Bitikvase ist ein nur bruchstückhaft erhaltenes Kultgefäß aus althethitischer Zeit, das stilistische und inhaltliche Ähnlichkeiten mit der İnandıkvase und denen von Hüseyindede aufweist. Die Vase stammt aus Bitik, einem 42 km nordöstlich von Ankara gelegenen Ort, und befindet sich im Museum für anatolische Zivilisationen in Ankara.
Die Bebilderung besteht aus drei Friesen. Auf dem untersten sind zwei sich gegenüberstehende Männer mit Schwertern abgebildet, möglicherweise ein Schwerttanz oder ein ritueller Kampf, ähnlich solchen, die in hethitischen Ritualtexten beschrieben werden. Im mittleren Fries sind vier nach rechts schreitende Personen mit Opfergaben erkennbar. Im obersten Register sitzen sich ein Mann und eine Frau gegenüber in einem kleinen Gemach. Da der Mann die Frau entschleiert, wurde die Szene als Hieros Gamos gedeutet.